# Leptotarsus (Tanypremna) proavitus
Leptotarsus (Tanypremna) proavitus is een tweevleugelige uit de familie langpootmuggen (Tipulidae). De soort komt voor in het Neotropisch gebied.